# Namibia Business School

Ehemaliges Logo der NBS

Die Namibia Business School, kurz NBS, ist eine unabhängige Einrichtung der Universität von Namibia (UNAM) und wurde formell am 15. Juli 2010 in der namibischen Hauptstadt Windhoek gegründet. Sie liegt auf dem Campus der UNAM im Windhoeker Stadtteil Pionierspark.

## Geschichte
Die NBS war die erste Graduiertenschule in Namibia und bildet Nachwuchsführungskräfte in den Bereichen Wirtschaft und Management aus. Sie ist neben der Harold Pupkewitz Graduate School of Business die einzige Business School des Landes. Die Namibia Business School entwickelte sich aus dem MBA-Programm der Universität von Namibia, das im Jahr 1999 begann. Gründungs- und Hochschulpartner ist die Maastricht School of Management in den Niederlanden zusammen.

## Organisation
Die NBS wird von einem Direktor, zuletzt Mac Hengari, geleitet. Er wird unterstützt von zwei Assistant Directors. Die Leitung ist einem Verwaltungsrat verantwortlich, dem verschiedene Mitarbeiter öffentlicher Einrichtungen in Namibia angehören.

## Studienangebot
Die NBS bietet Master-of-Business-Administration-, Zertifikat- und Promotions-Studiengänge an. Darüber können sechs Graduiertenprogramme (Executive Programmes) studiert werden:
- Managemententwicklung
- Führungskräfteentwicklung
- Projektmanagement
- Personalwesen
- Finanzwesen
- Kundenbetreuung.

Für die Bewerbung müssen 300 N$ bezahlt werden, die Studiengebühren betragen zwischen 26.000 und 98.500 N$ für das gesamte Studium.